# Dancing Queen
Dancing Queen è un singolo del gruppo musicale svedese ABBA, pubblicato nel 1976 dalle etichette Polar Music, Epic, Atlantic e Dig-It International Records.

## Descrizione
Per quanto ritenuta una dei migliori esempi di disco music, la canzone è quasi priva di ogni caratteristica tipica del genere, il che si riflette ironicamente nel ritmo lento e sincopato che la rende difficilmente ballabile. Le voci di Agnetha Fältskog e Anni-Frid Lyngstad cantano all'unisono.
La prima esibizione avvenne in occasione della vigilia del matrimonio del re Carlo XVI Gustavo di Svezia con Silvia Sommerlath e si tenne nel Teatro dell'Opera di Stoccolma, quando gli ABBA, vestiti con costumi tradizionali del XVIII secolo, ormai con una fama consolidata alle spalle, onorarono la futura regina cantando Dancing Queen per la prima volta.
Il tema della canzone gioca appunto sull'espressione "regina danzante" detta in italiano "regina della festa", intesa come una festa da ballo, cioè la ragazza più bella che si fa notare per la sua avvenenza, e che ogni venerdì sera si prepara in cerca di avventure. Il ritornello è un invito a vivere la propria vita (Young and sweet only seventeen, «Giovane e bella appena diciassettenne»), ma nei fatti parla della nostalgia da parte di una donna ormai avanti negli anni, di quando cantava e ballava da giovane.

## Successo commerciale
Il singolo balzò alla ribalta delle classifiche internazionali, arrivando prima in Svezia (per sei settimane), Regno Unito (per sei settimane), Norvegia, Germania Ovest, Belgio, Brasile, Irlanda, Paesi Bassi, Zimbabwe, Sudafrica, Messico, Australia (per otto settimane), Nuova Zelanda e, per la prima volta dagli inizi della loro fortunata carriera, anche negli Stati Uniti, per una sola settimana (benché in quella sola settimana avessero venduto oltre un milione di copie). Scalò la Top 5 in Canada, Francia, Svizzera, Austria e Finlandia, mentre entrò nella Top 20 in Spagna, Italia e Giappone. Gli ABBA cantarono la canzone anche in spagnolo, con il titolo Reina Danzante pubblicata nella compilation del 1980 Gracias por la música del 1980; nella pubblicazione della compilation del 1992 ABBA Oro: Grandes Éxitos, Reina Danzante venne rinominata La Reina del Baile.
La canzone è stata oggetto di cover da parte degli U2, dei Sixpence None the Richer e di Kylie Minogue, che la cantò in occasione delle Olimpiadi estive di Sydney 2000. Fa parte della colonna sonora del film del 1994 Le nozze di Muriel, nella scena in cui la protagonista desidera condurre una vita da Dancing Queen, ed è uno dei pezzi di cui si compone il musical degli ABBA Mamma Mia!.
Nel 2001 fu scelta come la 148ª canzone del secolo, nella classifica redatta dalla RIAA e come la 171ª nella lista delle 500 migliori canzoni secondo Rolling Stone.
Nell'agosto 2008, Dancing Queen superò le 500 000 copie vendute digitalmente negli Stati Uniti.
Il 30 giugno 2025 il videoclip del brano raggiunge la vetta di un miliardo di visualizzazioni su YouTube.

## Tracce
Vinile 7"
1. Dancing Queen – 3:52
2. That's Me – 3:15

Ristampa Europa 1992 singolo 7"
1. Dancing Queen – 3:52
2. Lay All Your Love on Me – 4:35

Ristampa Europa 1992 CD 12"
1. Dancing Queen – 3:52
2. Lay All Your Love on Me – 4:35
3. The Day Before You Came – 5:50
4. Eagle – 5:49

Ristampa Stati Uniti 1992 singolo 12"
1. Dancing Queen – 3:52
2. Take a Chance on Me – 4:04

## Cover

### Artisti che hanno registrato cover della canzone
- A*Teens
- Luka Bloom
- Cher
- Diablo
- CoCo Lee
- Jennifer Love Hewitt
- Jimmy Barnes
- Orchestra Filarmonica di Londra
- Franck Pourcel
- S Club 7
- Steps
- Sixpence None the Richer
- Van Halen
- Virginia "Wolf" Presciutti nella compilation Non è la Rai 2
- Wing
- The Real Group
- Il cast di Glee nell'episodio Il ballo (02x20)

### Artisti che hanno eseguito la canzone live
- Belle & Sebastian
- Paul Gilbert
- Taylor Hicks
- Kylie Minogue
- Over the Rhine
- Sex Pistols
- Sabrina Salerno
- The Sugarcubes (con Björk)
- Donna Summer
- Frank Turner
- U2
- Brian May
- Franco Fasano (in coppia con Laura Pausini)
- Beatrice Arnera (in coppia con Ludmilla uno dei provenienti de "I soliti ignoti - il ritorno")